# Camila Cabello
Pour les articles homonymes, voir Cabello.
Camila Cabello (/kaˈmila kaˈbeʝo/), née le 3 mars 1997 à Mexico (Mexique), est une chanteuse et actrice cubano-mexicaine naturalisée américaine.
Elle participe à la deuxième saison de l'édition américaine de The X Factor en 2011 où elle rencontre Lauren Jauregui, Dinah Jane Hansen, Normani Kordei et Ally Brooke Hernandez pour former le groupe Fifth Harmony.
En dehors de Fifth Harmony, l'artiste commence à s'imposer en solo avec la sortie de plusieurs collaborations, dont I Know What You Did Last Summer (2015) avec Shawn Mendes et Bad Things (2016) avec Machine Gun Kelly, qui atteint la quatrième place sur le Billboard Hot 100 aux États-Unis. Après avoir quitté le groupe Fifth Harmony en décembre 2016, Camila Cabello sort son premier single solo intitulé Crying in the Club. Elle déclare ensuite sur Twitter la sortie de son album The Hurting, The Healing, The Loving. Recentrant ses sons sur une musique d'influence latine, elle renomme son album en Camila (2018). Celui-ci entre au Billboard 200 et le titre Havana arrive en tête dans plusieurs pays, dont le Royaume-Uni et les États-Unis.
En août 2022, elle collabore avec Stromae sur une adaptation du titre Mon amour du troisième album de l'artiste belge, Multitude, avec l'ajout d'un couplet en anglais écrit (et chanté) par Camila Cabello. Le résultat en est un clip parodiant la téléréalité tourné dans La Villa Mon Amour.

## Biographie
Karla Camila Cabello Estrabao est née le 3 mars 1997 dans la délégation Benito Juárez, à Ciudad de México. Pendant longtemps, on a cru qu'elle était née dans le district de La Havane de l'Est à Cojímar, La Havane, Cuba. Étant la fille du Mexicain Alejandro Cabello Capistrán et de la Cubano-mexicaine Sinuhe Estrabao Rodríguez. Son père est né à Mexico. Elle a une sœur cadette nommée Sofía. Son arrière-arrière-grand-père était Próculo Capistrán, un militaire qui a combattu dans la Révolution mexicaine aux côtés d'Emiliano Zapata, servant comme général révolutionnaire à son service. Camila a été élevée et éduquée au Mexique, bien qu'elle ait également passé quelques saisons à Cuba. Camila a la nationalité/citoyenneté mexicaine et se décrit elle-même comme « cubano-mexicaine »,,, et occasionnellement simplement comme « mexicaine ». Elle a exprimé son souhait d'être considérée également comme mexicaine, réfutant l'idée que son identité soit limitée uniquement au cubano-américain,.
Lorsque Cabello avait six ans, elle a déménagé à Miami, en Floride, avec sa mère, traversant la frontière du Mexique aux États-Unis et faisant un voyage de 36 heures à destination de Miami dans un bus de la compagnie Greyhound Lines après avoir attendu seulement un jour à la frontière avant d’obtenir l’autorisation d’entrer aux États-Unis. Sa mère lui avait dit qu’elles allaient à Disneyworld pour l’encourager à partir aux États-Unis. Elles ont emménagé dans la maison d’une collègue du grand-père de Cabello, qui est ensuite devenue sa marraine. Une fois installée là-bas, la mère de Cabello a commencé à suivre des cours du soir pour apprendre l’anglais.
Le père de Camila Cabello n’a pas pu obtenir de visa à ce moment-là et a dû attendre environ 18 mois avant de pouvoir les rejoindre. À son arrivée, il a commencé à travailler en lavant des voitures devant un centre commercial appelé Dolphin Mall. La mère de Cabello, qui était architecte diplômée à Cuba, travaillait dans le grand magasin Marshalls en empilant des chaussures. Un jour, deux femmes cubaines sont venues la voir sur son lieu de travail et lui ont dit qu’elles avaient un frère qui travaillait comme architecte et qui avait besoin de quelqu’un maîtrisant AutoCAD. La mère de Cabello a appris à utiliser le logiciel en une semaine, ce qui lui a permis de gagner suffisamment d’argent pour emménager dans un appartement avec sa fille.
Ses parents ont finalement fondé une entreprise de construction qu’ils ont nommée d’après elle et sa sœur. Camila Cabello a obtenu la citoyenneté américaine en 2008. Elle a fréquenté le lycée Miami Palmetto High, mais l’a abandonné pendant l’année scolaire 2012-2013, alors qu’elle était en neuvième année, pour poursuivre une carrière de chanteuse. Elle a ensuite obtenu son diplôme de fin d’études secondaires.

## Carrière

### The X FactoretFifth Harmony(2013-2016)
Camila Cabello auditionne pour The X Factor à Greensboro, en Caroline du Nord à l’âge de 15 ans. Après avoir été éliminée durant la session appelée « bootcamp » du concours, la production demande à Camila Cabello de revenir afin d'être placée dans un groupe, accompagnée de quatre autres jeunes femmes. Ensemble, elles formeront un groupe nommé Fifth Harmony. Le groupe termine la compétition en troisième place du classement final.
En 2013, les Fifth Harmony sortent un EP intitulé Better Together, puis les albums Reflection en 2015 (qui contient l’un de leur plus grand succès, Worth It) et 7/27 en 2016 d'où est extrait le succès Work From Home. Pendant qu'elle était encore dans le groupe, elle a réalisé un duo avec le chanteur canadien Shawn Mendes intitulé I Know What You Did Last Summer en novembre 2015 qui atteint la 20e place du Billboard Hot 100 et un duo avec le rappeur Machine Gun Kelly intitulé Bad Things en octobre 2016 qui atteint la 4e place de ce même classement.
Le 18 décembre 2016, le groupe annonce sur Twitter le départ de Camila Cabello,.

### Carrière solo etCamila(2017 – 2019)
Camila Cabello et Cashmere Cat réalisent un single ensemble, Love Incredible, qui sort en février 2017 et en mars avec le rappeur Pitbull et le chanteur J Balvin sur le titre Hey Ma, la bande originale du film Fast and Furious 8. En juin 2017, elle participe à un single avec Major Lazer, Travis Scott et Quavo nommé Know No Better. Cette même période, elle devient égérie pour la marque Guess, ainsi que de l'Oréal Paris et Skechers,,.
Le 19 mai 2017, elle sort son premier single en solo Crying in the Club qui devait être, à l'origine, le premier single de son premier album prévu pour 2018, et atteint finalement la 47e place du Billboard Hot 100,. De juillet à août 2017, elle fait la première partie de Bruno Mars lors de son 24K Magic Tour. Le 30 août 2017, elle sort le single Havana en duo avec Young Thug, qui est un succès international et le 11 novembre 2017, elle dévoile le remix de ce titre en collaboration avec Daddy Yankee. Elle déclare alors que ce sera le premier single de son album et le clip, réalisé par Dave Meyers, sort le 24 octobre 2017. Le 5 décembre 2017 est annoncé la sortie de son premier album studio en solo, Camila, pour le 12 janvier 2018.
Dans un entretien du 2 février 2018, le journaliste Nick Levine, pour le NME en Angleterre, demande « Pour beaucoup de vos fans, She Loves Control est probablement la chanson hors concours de l'album. D’où venait l’idée ? Je pense que She Loves Control est un titre génial pour une chanson pop. » Camila Cabello répond « Moi aussi! Moi. Aussi. Je voulais vraiment, vraiment faire une chanson intitulée She Loves Control. »
Au mois de mars, la chanteuse américaine Taylor Swift annonce sur les réseaux sociaux que Camila Cabello et Charli XCX assureront la première partie de la tournée Reputation Stadium Tour en Amérique du Nord et en Europe.
Le 8 avril 2018, elle dévoile le vidéoclip de Never Be the Same et le 27 avril 2018, elle sort le remix de ce titre en collaboration avec Kane Brown,.
Le 9 avril 2018, elle entame sa première tournée mondiale, appelée le Never Be the Same tour, à Vancouver au Canada, tournée qui prend fin le 23 octobre 2018 à San Juan à Porto Rico.
Le 20 août 2018, Camila Cabello remporte le prix de « vidéo de l’année » aux MTV VMAs 2018, le dédiant à son idole Madonna, présente à ses côtés.
Le 10 octobre 2018, elle dévoile le vidéoclip de Consequences (version orchestre) aux côtés de Dylan Sprouse.
Le 27 octobre 2018, elle annonce via les réseaux sociaux qu'elle est devenue la nouvelle ambassadrice de l'association Save the Children.
Le 10 février 2019, Camila Cabello ouvre les festivités des Grammy Awards 2019 avec son hit Havana en compagnie du rappeur Young Thug. On[Qui ?] retrouve sur scène Ricky Martin qui chante un morceau de Pégate et le chanteur reggaenton J. Balvin anime la cérémonie avec une portion de Mi Gente. Avec une cinquantaine de figurants sur scène dont Lele Pons, Lejuan James, Arturo Sandoval et quelques membres de la famille Cabello.
Le 29 mars 2019, Alejandro Sanz a sorti Mi persona favorita, une collaboration avec Camila Cabello, dans laquelle elle chante en espagnol.

### Romance(2019-2020)
En 2019, Camila Cabello annonce la sortie de son deuxième album sans divulguer le nom de celui-ci. La date est encore inconnue. Le 30 mai 2019, sort sa collaboration avec Mark Ronson intitulée Find U Again. Le single est classé 27e au Royaume-Uni et le 9 juillet, le clip est dévoilé.
Le 12 juin, elle dévoile un extrait de quelques secondes de l'une de ses prochaines chansons sur Instagram, ce qui annonce l'arrivée de son prochain album.
Elle est aussi annoncée sur le prochain album d'Ed Sheeran avec le titre South of the Border aux côtés de la rappeuse Cardi B et le 5 octobre, le clip du single est dévoilé.
Le 19 juin, Camila Cabello poste sur Instagram une vidéo de quelques secondes de son prochain clip avec Shawn Mendes[pertinence contestée]. Le même jour, elle dévoile lors d'un interview pour Spotify à Cannes qu'elle a presque fini son deuxième album[pertinence contestée]. Le lendemain, elle annonce sa collaboration avec Shawn Mendes, intitulée Señorita. Le disque sort le 21 juin. La chanson est classée numéro 2 du Billboard Hot 100 aux États-Unis la semaine de sa sortie et atteint la première place du Singles Chart au Royaume-Uni.
Au mois d'avril, il est annoncé que Camila Cabello jouera dans une nouvelle version de Cendrillon, réalisée par Kay Cannon (en). La sortie est prévue le 5 février 2021. Camila s'occupera aussi de la bande sonore du film.
Le 12 août, Camila est aperçue dans les rues de Los Angeles en train de tourner un nouveau clip[pertinence contestée]. Le lendemain, la chaîne MTV annonce que l'artiste chantera pour la première fois aux MTV Video Music Awards 2019, le 26 août en compagnie de Shawn Mendes sur le titre Señorita.
Le 31 août, Camila poste sur les réseaux sociaux une bande annonce de deux minutes pour son deuxième album. Le teaser s'appelle What Do I Know About Love. Le lendemain, elle annonce que l'album s'intitulera Romance et que le premier single sortira le 5 septembre et plus tard, dévoile le nom de deux singles, Shameless et Liar.
Alors que Shameless se dévoile comme une ballade pop sombre qui se mêle à une guitare rock, Liar est une chanson beaucoup plus latine aux accents salsa et reggae.
Le 4 octobre, elle partage un nouveau single intitulé Cry For Me, où la chanteuse exprime ses sentiments. Quelques jours plus tard, elle annonce vouloir sortir une « tonne de singles » avant la sortie officielle de l'album. Elle annonce donc le single Easy pour le 11 octobre.
Le 19 octobre, elle se produit au Hollywood Bowl de Los Angeles pour le concert « We Can Survive ».
Le 13 novembre, Camila Cabello annonce officiellement la sortie de son deuxième album Romance pour le 6 décembre. La précommande de l'album est disponible dès le 15 novembre avec une nouvelle chanson intitulée « Living Proof ». Elle fait aussi la couverture du magazine TIME, qui l'a élue comme l'une des prochaines 100 personnalités les plus influentes en 2019. En parallèle, elle annonce les premières dates nord-américaines et puis celles européennes de sa deuxième tournée, Romance Tour qui sera annulée, plus tard à cause du Covid-19,.

## Philanthropie
Le 28 février 2016, Camila Cabello annonce un partenariat avec l'association Save the Children pour la création et la vente de T-shirts Love Only en éditions limitées, afin d'aider à la collecte de fonds pour l'égalité dans l'accès aux droits des jeunes filles à l'éducation, aux soins et aux chances de réussite[source insuffisante]. En juin 2016, elle et le producteur Benny Blanco, créent avec les membres de l'organisation à but non lucratif Everywhere une chanson intitulée Power in Me, à but caritatif. La jeune cubaine a aussi établi un partenariat avec l'association Children's Health Fund, une ONG qui offre des soins aux enfants des classes sociales défavorisées[source insuffisante].
En fin d'année 2017, Camila Cabello rejoint Lin-Manuel Miranda et beaucoup d'autres chanteurs latino-américains au bénéfice des victimes de l'ouragan Maria à Porto Rico.
Elle a dédicacé sa musique Havana aux « Dreamers » sur l'émission de télévision américaine Today le 29 septembre 2017 après l'annonce du président américain Donald Trump qui avait proclamé au début du même mois vouloir abroger ce programme. Les « Dreamers » sont les personnes ayant le statut DACA, c'est-à-dire des immigrants mineurs entrés illégalement sur le territoire américain et qui bénéficient d'un moratoire de deux ans sur leur expulsion et à l'éligibilité d'un permis de travail. La chanteuse avait déclaré, à la fin de son show : « C'est l'Amérique, l'Amérique que nous aimons, où peu importe votre race, votre couleur, vos croyances ou d'où vous venez, si vous avez un rêve, vous pouvez le réaliser ».

## Vie privée

### Vie sentimentale
De 2013 à 2014, Camila Cabello fréquente le chanteur américain Austin Mahone. De janvier 2018 à juin 2019, elle est en couple avec le coach de vie et écrivain britannique Matthew Hussey (en), de dix ans son aîné.
En août 2019, elle officialise son couple avec le chanteur canadien et ami de longue date Shawn Mendes,,. Le couple se sépare en novembre 2021. En août 2022, elle officialise son couple avec l'entrepreneur américain Austin Kevitch, mais ils se séparent en février 2023. En avril 2023, lors du festival de Coachella, elle se remet en couple avec Shawn Mendes, mais le couple se sépare à nouveau en juin 2023.
En janvier 2025, Camila Cabello officialise sa relation avec l'homme d'affaires libanais, Henry Junior Chalhoub qu'elle fréquente depuis l'été 2024.

### Santé
En 2018, Camila Cabello a déclaré dans le magazine britannique Cosmopolitan qu'elle souffre d'un trouble obsessionnel compulsif.

## Discographie

### Album studio
- 2018 : Camila
- 2019 : Romance
- 2022 : Familia
- 2024 : C, XOXO

### Singles
- 2017 : Crying in the Club
- 2017 : Havana (ft. Young Thug)
- 2018 : Never Be the Same
- 2018 : Consequences (orchestra)
- 2019 : Señorita (avec Shawn Mendes)
- 2019 : Liar
- 2020 : My Oh My (ft. Dababy)
- 2021 : Don't Go Yet
- 2022 : Bam Bam (ft. Ed Sheeran)
- 2024 : I LUV IT (avec Playboi Carti)

### Singles promotionnels
- 2017 : I Have Questions
- 2017 : OMG (en) (ft. Quavo)
- 2017 : Real Friends
- 2019 : Shameless
- 2019 : Cry For Me
- 2019 : Easy
- 2019 : Living Proof
- 2022 : Psychofreak (ft. Willow Smith)
- 2022 : Hasta Los Dientes (feat. María Becerra)
- 2024 : I Luv It (Ft: Playboy Carti)
- 2024 : He Knows (ft: Lil Nas X)

### Collaborations
- 2015 : Shawn Mendes - I Know What You Did Last Summer
- 2016 : Machine Gun Kelly - Bad Things
- 2017 : Grey - Crown (Bande son du film Bright)
- 2019 : Alejandro Sanz - Mi persona favorita
- 2019 : Shawn Mendes - Señorita
- 2021 : Myke Towers et Tainy - Oh Na Na
- 2022 : Stromae - Mon Amour, adaptation franco-anglophone de ce titre de l'artiste belge[2].
- 2022 : Oxlade - KU LO SA (remix)
- 2022 : Camilo - Ambulancia

### Featuring
- 2017 : Cashmere Cat - Love Incredible
- 2017 : Pitbull et J Balvin - Hey Ma (Bande son du film Fast and Furious 8)
- 2017 : Major Lazer, Travis Scott et Quavo - Know No Better
- 2018 : Sangria Wine (ft. Pharrell Williams)
- 2018 : Bazzi - Beautiful
- 2019 : Mark Ronson - Find U Again
- 2019 : Ed Sheeran et Cardi B - South of the Border
- 2024 : Playboi Carti - I LUV IT
- 2024 : Lil Nas X

## Filmographie
| Année     | Titre                           | Personnage    | Réf.   |
| --------- | ------------------------------- | ------------- | ------ |
| 2012-2013 | The X Factor                    | Elle-même     | [ 70 ] |
| 2014      | Fake It                         | Elle-même     | [ 70 ] |
| 2015      | Barbie : Life In the Dreamhouse | Elle-même     | [ 70 ] |
| 2016      | The Ride                        | Elle-même     | [ 70 ] |
| 2018      | Reputation Stadium Tour         | Elle-même     | [ 70 ] |
| 2018      | Dancing on Ice                  | Elle-même     | [ 70 ] |
| 2018      | King of the Golden Sun          | Addison Jones |        |
| 2021      | Cendrillon                      | Cendrillon    | [ 43 ] |
| 2022      | Les Trolls 3                    | Viva (voix)   |        |
| 2024      | Rob Peace                       | Naya          |        |

## Tournées et premières parties

### Premières parties
- En Amérique du Nord en 2017 : The 24K Magic World Tour de Bruno Mars.
- En Amérique du Nord et en Europe 2018 : Reputation Stadium Tour de Taylor Swift.
- En Amérique latine en 2022 : Music Of The Spheres Tour de Coldplay[71].

### Tournées solo
- 2018 : Never Be the Same Tour

## Distinctions
| Année | Prix                     | Catégorie                                            | Travail nommé          | Résultat   | Ref.   |  |
| ----- | ------------------------ | ---------------------------------------------------- | ---------------------- | ---------- | ------ |  |
| 2019  | Grammy Awards            | Meilleure performance pop solo                       | Havana (live)          | Nomination |        |  |
| 2019  | Grammy Awards            | Meilleur album vocal pop                             | Camila                 | Nomination |        |  |
| 2019  | Asia Pop 40 Awards       | Meilleure artiste                                    | Elle-même              | Lauréat    |        |  |
| 2019  | Asia Pop 40 Awards       | Chanson de l'année                                   | Havana                 | Lauréat    |        |  |
| 2019  | Juno Awards              | Album international de l'année                       | Camila                 | Nomination |        |  |
| 2019  | Swiss Music Awards       | Meilleure révélation internationale                  | Elle-même              | Lauréat    |        |  |
| 2019  | GAFFA Awards             | Artiste internationale de l'année                    | Elle-même              | Nomination |        |  |
| 2019  | Kids's Choice Awards     | Artiste féminine préférée                            | Elle-même              | Nomination |        |  |
| 2019  | iHeartRadio Music Awards | Artiste féminine de l'année                          | Elle-même              | Nomination |        |  |
| 2019  | iHeartRadio Music Awards | Meilleure paroles                                    | Consequences           | Lauréat    |        |  |
| 2019  | iHeartRadio Music Awards | Meilleure fanbase                                    | Camilizers             | Nomination |        |  |
| 2019  | LOS40 Music Awards       | Meilleure chanson espagnole                          | Mi persona favorita    | Nomination |        |  |
| 2019  | LOS40 Music Awards       | Meillure chanson internationale                      | Señorita               | Nomination |        |  |
| 2019  | BRIT Awards              | Artiste féminine internationale                      | Elle-même              | Nomination |        |  |
| 2019  | BreakTudo Awards         | Chanson internationale de l'année                    | Señorita               | Nomination |        |  |
| 2019  | BreakTudo Awards         | Fanbase internationale                               | Camilizers             | Nomination |        |  |
| 2019  | BreakTudo Awards         | Vidéoclip de l'année                                 | Señorita               | Nomination |        |  |
| 2019  | NRJ Music Awards         | Chanson internationale de l'année                    | Señorita               | Lauréat    | [ 72 ] |  |
| 2019  | Latin Grammy Awards      | Enregistrement de l'année                            | Mi persona favorita    | Lauréat    | [ 73 ] |  |
| 2019  | Latin Grammy Awards      | Meilleure chanson pop                                | Mi persona favorita    | Lauréat    | [ 73 ] |  |
| 2019  | Latin Grammy Awards      | Chanson de l'année                                   | Mi persona favorita    | Nomination | [ 73 ] |  |
| 2019  | People's Choice Awards   | Chanson préférée de l'année                          | Señorita               | Lauréat    | [ 74 ] |  |
| 2019  | People's Choice Awards   | Vidéo musicale préférée                              | Señorita               | Nomination | [ 74 ] |  |
| 2019  | People's Choice Awards   | Artiste féminine préférée                            | Elle-même              | Nomination | [ 74 ] |  |
| 2019  | BMI London Awards        | Chanson de l'année                                   | Never Be The Same      | Lauréat    |        |  |
| 2019  | Bravo Otto Awards        | Chanteuse internationale                             | Elle-même              | Nomination | [ 75 ] |  |
| 2019  | American Music Awards    | Collaboration de l'année                             | Señorita               | Lauréat    |        |  |
| 2022  | NRJ Music Awards         | Artiste féminine internationale de l'année           | Elle-même              | Nomination |        |  |
| 2022  | NRJ Music Awards         | Collaboration internationale de l'année pour Bam Bam | Elle-même & Ed Sheeran | Lauréat    |        |  |